# Франтишек Купка
Франтишек Купка (чеш. František Kupka; Опочно, 23. септембар 1871 — Путо, 24. јун 1957) је био чешки сликар и графичар. Он је један од оснивача савремене апстрактне уметности. Његов однос ка музици и поезији га је предодредио за реализацију уметничког правца орфизма. Већину времена у свом животу је провео у Француској. Био је и илустратор- графичар и својим се делом уписао у чешку и светску графичку уметност.

## Биографија
Родио се као пето дете административног радника у општини Опочно и младост је проживео у Добрушки под Орлицким горама где је изучио за седлара, али је већ тада сликао слике светаца. Био је сликарски јако талентован и на наговор породичног пријатеља није се посветио свом занату и послали су га најпре у занатску школу у Јаромјержу 1886. године.
После је похађао прашку Академију ликовних уметности 1887. године где је био ђак професора Франтишка Секвенса до 1891. године да би отишао у Беч где је остао до 1895. године када су га послали као свог стипендисту у Париз.
За време студија на Школи лепих уметности у Паризу зарађивао је сликајући плакате, подучавао је религиу и наступао је као спиритуалистички медијум и био присталица источњачких филозофија мистицизма. 1914. је добровољно отишао на фронт и код битке на реци Аисни је био рањен и добио одликовање и за своје заслуге је добио чин капетана. Помагао је у организовању чехословачке легије у Француској и после повратка у Париз је основао тзв. Чешку колонију, чији је био и председник. После рата је био именован за професора прашке Академије ликовних уметности где је 1920. предавао. После је предавао и у Паризу где је подучавао чехословачке стипендисте.
За време свога живота је имао много изложби и добио је многа признања за своје дело. Већину свог живота је провео у париском предграђу Путенаукс где је и 24. јуна 1957. године и умро.

## Дело
Цело дело Франтишека Купку се у свој завршни изглед стварало од почетничког описног реализма кроз утицаје уметничких тенденција које су биле на залазку, ка коначном наступу апстракције која је код њега имала свој специфичан израз и законитости. У њој је ишло о разраду теме о покрету. У почетку је имао у својим нефигуративним сликама реалистичке подлоге док није дошао у "чисту апстракцију“. Важан елемент је био његов однос према музици који је водио ка настанку орфизма.
За сада највећи преглед његове уметности је био у Јапану 1994. године. Године 1998. је била његова последња домаћа изложба у Народној галерији у Прагу.

## Најпознатија дела
- Студије Топла и Хладна хроматика
- Циклус Вертикални цртежи
- Циклус Покретне графике
- Око једне тачке
- Двобојна фуга
- Циклус Катедрала
- Равни у боји